# Chancellerie du président du Conseil des ministres (Pologne)
La Chancellerie du président du Conseil des ministres polonais (en polonais : Kancelaria Prezesa Rady Ministrów, KPRM) assure le secrétariat général du gouvernement polonais, auprès du chef du gouvernement. Elle a été créée en 1997, succédant au bureau du Conseil des ministres (en polonais : Urząd Rady Ministrów, URM).
Le chef de la Chancellerie est le libéral-conservateur Jan Grabiec depuis le 13 décembre 2023.

## Le bâtiment
Construit en 1900, le bâtiment devient en 1946 propriété de l'État. En 1997, il devient le siège de la chancellerie du gouvernement polonais.